# Bussy-le-Repos (Yonne)
Pour les articles homonymes, voir Bussy-le-Repos et Bussy.
Bussy-le-Repos est une commune française, située dans le département de l'Yonne en région Bourgogne-Franche-Comté.
Ses habitants sont appelés les Buxois.

## Géographie

### Climat
Pour des articles plus généraux, voir Climat de la Bourgogne-Franche-Comté et Climat de l'Yonne.
En 2010, le climat de la commune est de type climat océanique dégradé des plaines du Centre et du Nord, selon une étude du Centre national de la recherche scientifique s'appuyant sur une série de données couvrant la période 1971-2000. En 2020, Météo-France publie une typologie des climats de la France métropolitaine dans laquelle la commune est exposée à un climat océanique altéré et est dans la région climatique  Nord-est du bassin Parisien, caractérisée par un ensoleillement médiocre, une pluviométrie moyenne régulièrement répartie au cours de l’année et un hiver froid (3 °C). 
Pour la période 1971-2000, la température annuelle moyenne est de 10,7 °C, avec une amplitude thermique annuelle de 16 °C. Le cumul annuel moyen de précipitations est de 754 mm, avec 11,8 jours de précipitations en janvier et 7,7 jours en juillet. Pour la période 1991-2020, la température moyenne annuelle observée sur la station météorologique de Météo-France la plus proche, « Cudot_sapc », sur la commune de Cudot à 9 km à vol d'oiseau, est de 11,7 °C et le cumul annuel moyen de précipitations est de 765,6 mm. 
La température maximale relevée sur cette station est de 42 °C, atteinte le 25 juillet 2019 ; la température minimale est de −13 °C, atteinte le 20 décembre 2009,,. 
Les paramètres climatiques de la commune ont été estimés pour le milieu du siècle (2041-2070) selon différents scénarios d'émission de gaz à effet de serre à partir des nouvelles projections climatiques de référence DRIAS-2020. Ils sont consultables sur un site dédié publié par Météo-France en novembre 2022.

## Urbanisme

### Typologie
Au 1er janvier 2024, Bussy-le-Repos est catégorisée commune rurale à habitat très dispersé, selon la nouvelle grille communale de densité à sept niveaux définie par l'Insee en 2022.
Elle est située hors unité urbaine et hors attraction des villes,.

### Occupation des sols
L'occupation des sols de la commune, telle qu'elle ressort de la base de données européenne d’occupation biophysique des sols Corine Land Cover (CLC), est marquée par l'importance des territoires agricoles (75,4 % en 2018), une proportion identique à celle de 1990 (75,4 %). La répartition détaillée en 2018 est la suivante : 
terres arables (72,4 %), forêts (24,6 %), zones agricoles hétérogènes (3 %). L'évolution de l’occupation des sols de la commune et de ses infrastructures peut être observée sur les différentes représentations cartographiques du territoire : la carte de Cassini (XVIIIe siècle), la carte d'état-major (1820-1866) et les cartes ou photos aériennes de l'IGN pour la période actuelle (1950 à aujourd'hui).

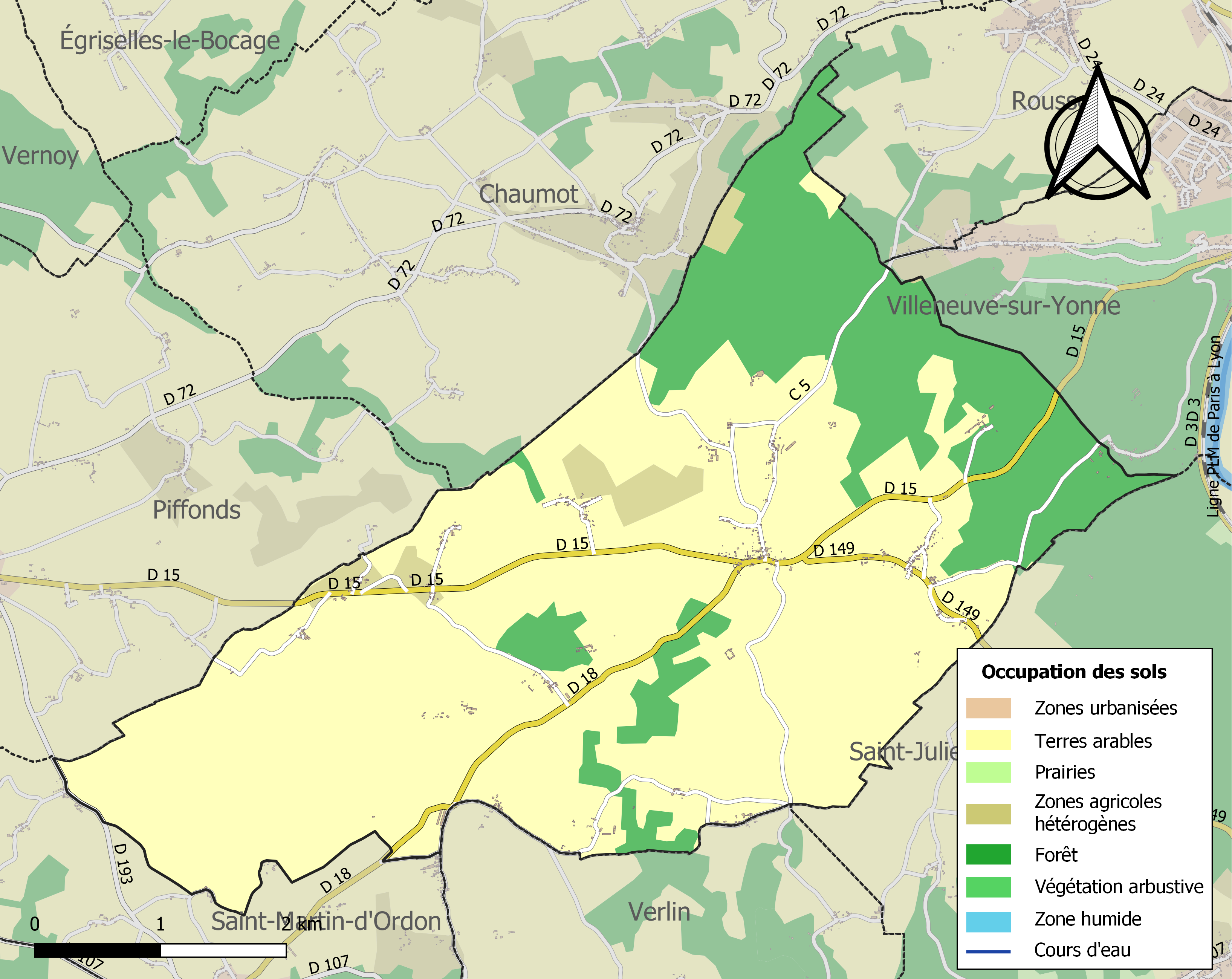
Carte des infrastructures et de l'occupation des sols de la commune en 2018 (CLC).

## Toponymie
Le nom de Bussy vient de Buxus [réf. nécessaire], le buis en latin (et donc lieu planté de buis), que l'on prononçait Bouss-î puis Bussy vers le XIVe siècle.
L'adjonction de « Repos » vient du fait qu'il y avait autrefois un relais pour les diligences pour y faire reposer les chevaux après la longue montée depuis Villeneuve-sur-Yonne.

## Histoire

### Époque gallo-romaine
En 1939, Georges Bolnat a exhumé un atelier gallo-romain de céramiques et a mis au jour vingt-cinq fours. Cette découverte à proximité du camp défensif gaulois de Château distant de 3,5 km (Villeneuve-sur-Yonne) démontre une présence romaine dès le Ier siècle av. J.-C.[réf. nécessaire]
Cet atelier était un des six ateliers gallo-romains locaux recensés où on fabriquait des amphores destinées à transporter le vin produit dans la région dès le IIIe siècle.[réf. nécessaire] C'est également l'un des huit ateliers attestés en Bourgogne (quatre en Saône-et-Loire ; Autun, Chalon-sur-Saône, Gueugnon, La Ferté (Saint-Ambreuil) ; et quatre en Bourgogne : Bussy-le-Repos, Domecy-sur-Cure, Jaulges-Villiers-Vineux, Sens) fabriquant des mortiers.

### Moyen Âge
En 1174, à la suite d'un accord entre Guillaume aux Blanches Mains, archevêque de Sens, et Pierre Ier de Courtenay, seigneur de Courtenay, fils de Louis VI de France, qui possèdent chacun la moitié des revenus de la terre de Bussiacum (Bussy-le-Repos) et apud Ardillos (d’Ardilliers), un village est fondé avec à sa tête un prévôt qui doit prêter serment de fidélité à l'archevêque et au seigneur de Courtenay.
- Texte de l'accord

« Ego Petrus, dominus Curteniaci, frater domini regis Francorum, notum facio universis, tam presentibus quam futuris, quod :controversia que inter me et dominum Willermum, venerabilem Senonensis ecclesie archiepiscopum, apostolice sedis legatum, :vertebatur super hiis omnibus que ego ab Henrico Infante emeram apud Bussiacum et apud Ardillos, que de feodo ejusdem :archiepiscopi erant, in hunc modum pacificata est. Statutum est ut medietatem omnium reddituum et proventuum territorii de :Bussiaco et de Ardillos idem archiepiscopus et successores ejus perpetuo possideant, et ego alteram similiter medietatem :percipiam, exceptis omnibus decimacionibus quas ipse et successores ejus habebunt in perpetuum. Villa ibidem construetur, et :prepositus in ea assensu archiepiscopi et meo ponetur, qui ipsi et michi fidelitatem faciet. Si quis autem hospitum et :communitatis ipsius ville in haiis meis aliquid forefecerit, pro forefacto sexaginta solidos persolvet; quorum medietas :archiepiscopi erit et ego aliam medietatem obtinebo. Prepositus vero, vel alius non poterit relaxare nec minuere forefactum :illud nisi per archiepiscopum aut per me, aut per ministeriales suos aut meos. Quod ut ratum sit et inconvulsum in perpetuum, :composicionem istam scripto commendari et sigilli mei impressione corroborari precepi. Actum Senonis, in palacio :archiepiscopi, anno ab Incarnacione Domini MC XXIII. »
Par la suite, Bussy (avec Rousson) faisait partie de la châtellenie de Ville Folle qui faisait partie de la seigneurie de Sens jusqu'au rattachement de Ville Folle à Villeneuve-le-Roi (Villeneuve-sur-Yonne).

### Époque moderne
Avant la création du département de l'Yonne le 4 mars 1790, la moitié du Sénonais actuel appartenait au prince de Saxe, oncle maternel de Louis XVI, qui possédait des biens à Bussy-le-Repos en 1771-1792 et 1802-1806.

## Politique et administration

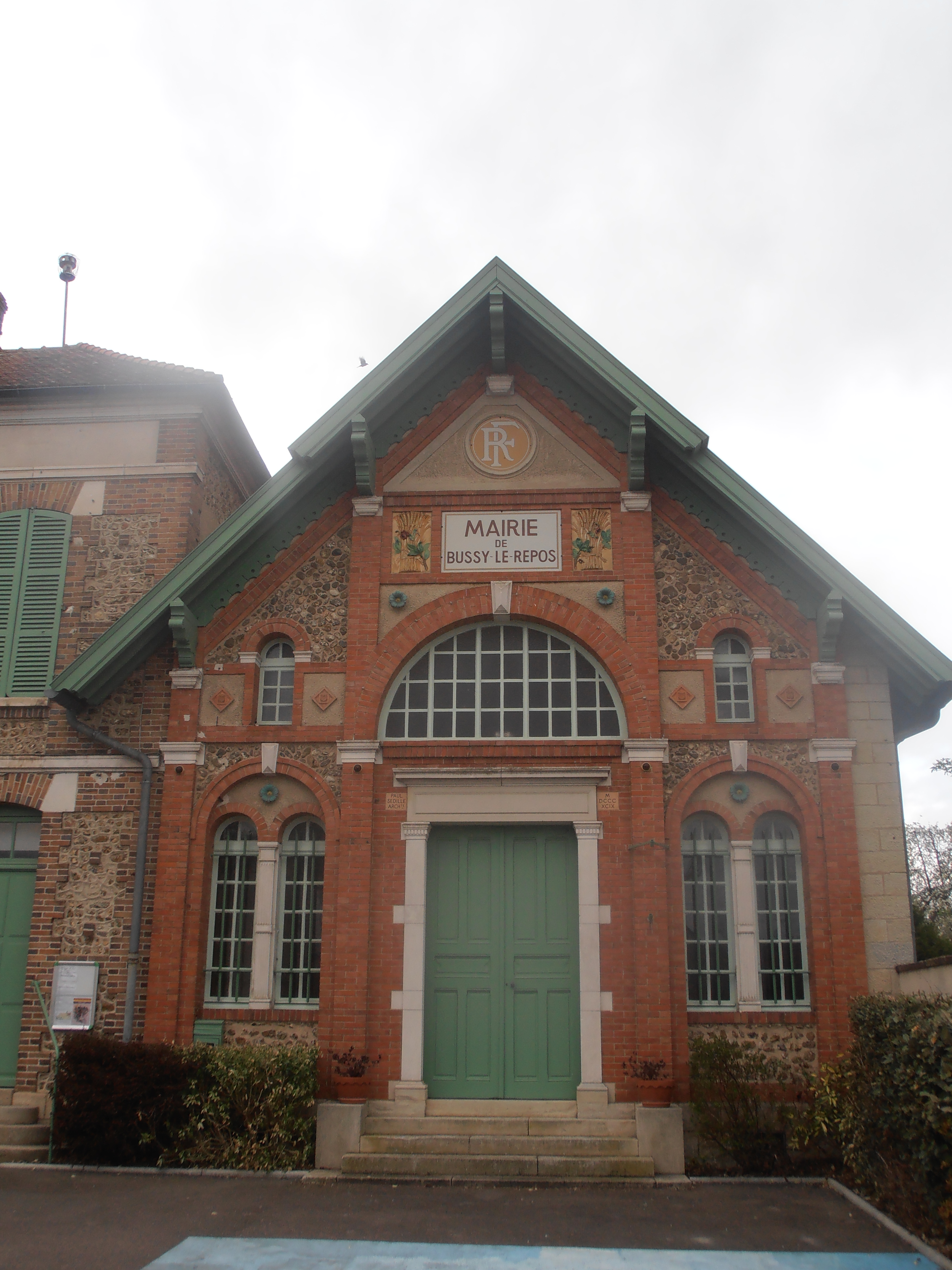
Façade de la mairie de Bussy-le-Repos.

| Période    | Période  | Identité         | Étiquette | Qualité |
| ---------- | -------- | ---------------- | --------- | ------- |
| avant 1981 | ?        | Jean Robillard   |           |         |
| Mars 2008  | ?        | Jean Valtat      |           |         |
| ?          | 2015     | Jean-Pierre Gasc |           |         |
| 2015       | En cours | Sandrine Sabard  |           |         |

## Démographie
L'évolution du nombre d'habitants est connue à travers les recensements de la population effectués dans la commune depuis 1793. Pour les communes de moins de 10 000 habitants, une enquête de recensement portant sur toute la population est réalisée tous les cinq ans, les populations de référence des années intermédiaires étant quant à elles estimées par interpolation ou extrapolation. Pour la commune, le premier recensement exhaustif entrant dans le cadre du nouveau dispositif a été réalisé en 2004.

En 2022, la commune comptait 455 habitants, en évolution de +1,34 % par rapport à 2016 (Yonne : −1,95 %, France hors Mayotte : +2,11 %).
| 1793 | 1800 | 1806 | 1821 | 1831 | 1836 | 1841 | 1846 | 1851 |
| ---- | ---- | ---- | ---- | ---- | ---- | ---- | ---- | ---- |
| 558  | 522  | 463  | 511  | 505  | 523  | 569  | 624  | 688  |

| 1856 | 1861 | 1866 | 1872 | 1876 | 1881 | 1886 | 1891 | 1896 |
| ---- | ---- | ---- | ---- | ---- | ---- | ---- | ---- | ---- |
| 668  | 654  | 654  | 617  | 614  | 602  | 563  | 540  | 516  |

| 1901 | 1906 | 1911 | 1921 | 1926 | 1931 | 1936 | 1946 | 1954 |
| ---- | ---- | ---- | ---- | ---- | ---- | ---- | ---- | ---- |
| 541  | 482  | 440  | 419  | 399  | 362  | 352  | 386  | 351  |

| 1962 | 1968 | 1975 | 1982 | 1990 | 1999 | 2004 | 2006 | 2009 |
| ---- | ---- | ---- | ---- | ---- | ---- | ---- | ---- | ---- |
| 317  | 272  | 242  | 243  | 278  | 313  | 354  | 359  | 389  |

| 2014 | 2019 | 2022 | - | - | - | - | - | - |
| ---- | ---- | ---- | - | - | - | - | - | - |
| 437  | 457  | 455  | - | - | - | - | - | - |

## Culture locale et patrimoine

### Lieux et monuments

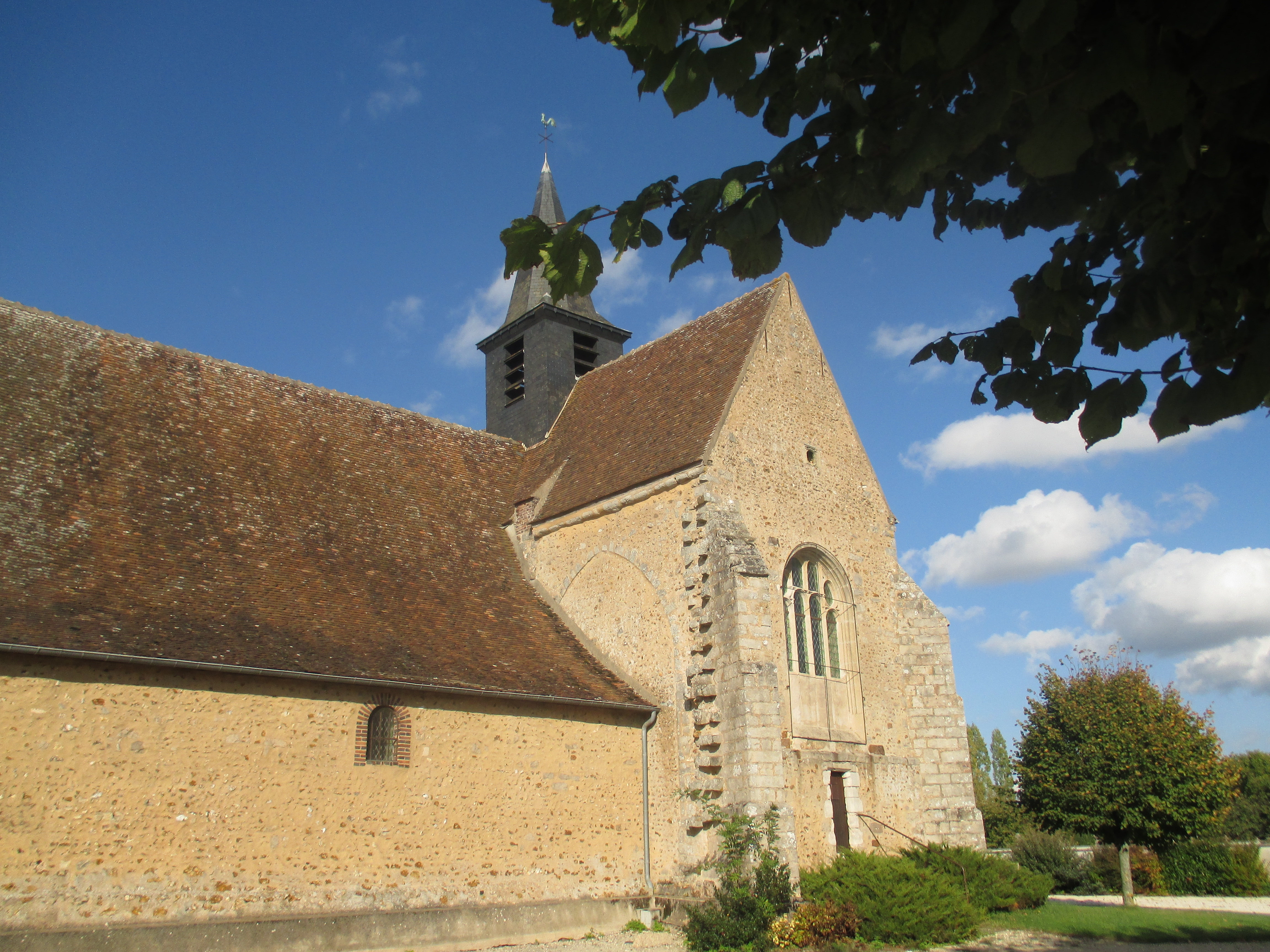
Vue de l'église Saint-Pierre.

- L'église Saint-Pierre ( XIII-XVIe siècles ) se trouve au milieu du village sur la place principale. On y remarque, outre les beaux chapiteaux du chœur, quatre grands tableaux du XVIIIe représentant les quatre évangélistes, ainsi qu'une imposante crucifixion du début XIXe, imitée de Mantegna. La dalle funéraire en pierre de Guillaume Clément, laboureur et marchand à Bussy, et de son épouse Guillemette Leclerc, date de 1571. Elle est classée aux Monuments historiques depuis 1992.
- La Mairie est une petite construction en meulière de la fin XIXe. Elle est due à l'architecte du Printemps, Paul Sédille.

### Personnalités liées à la commune
- Joseph Joubert (1754-1824), homme de lettres (auteur des célèbres Pensées) et ami de Chateaubriand, qui venait souvent dans la propriété de son frère au lieu-dit Les Jolis Vaux. La bibliothèque communale porte d'ailleurs son nom.
- Paul Sédille (1836-1900), architecte du château de Bussy-le-Repos (le château de Boisrond), de la mairie et de la ferme des Sèves, il est également l'architecte des Magasins du Printemps à Paris.
- Georges Bolnat : (30 mai 1888 - décembre 1943 à Précy-sur-Vrin), docteur vétérinaire de Villeneuve-sur-Yonne, vice-président de la Société des sciences de l'Yonne, puis président de la Société archéologique des fouilles de l'Yonne. Il a dû arrêter les fouilles de Bussy à sa mobilisation, puis à son départ à la guerre en 1939.
- Gaëtan de Rosnay (1912-1992), peintre mort et enterré à Bussy-le-Repos.

### Bussy-le-Repos dans les arts
Un village Bussy-le-Repos est cité dans le poème d’Aragon, Le Conscrit des cent villages, écrit comme acte de Résistance intellectuelle de manière clandestine au printemps 1943, pendant la Seconde Guerre mondiale.
Sans autre précision de la part du poète, il peut s'agir de deux villages:
- Bussy-le-Repos dans le département de la Marne
- Bussy-le-Repos dans le département de l'Yonne

## Pour approfondir